# Лангендорф (Нижня Саксонія)
Лангендорф (нім. Langendorf) — громада в Німеччині, розташована в землі Нижня Саксонія. Входить до складу району Люхов-Данненберг. Складова частина об'єднання громад Ельбталауе.
Площа — 40,87 км2. Населення становить 694 ос. (станом на 31 грудня 2021).

## Галерея

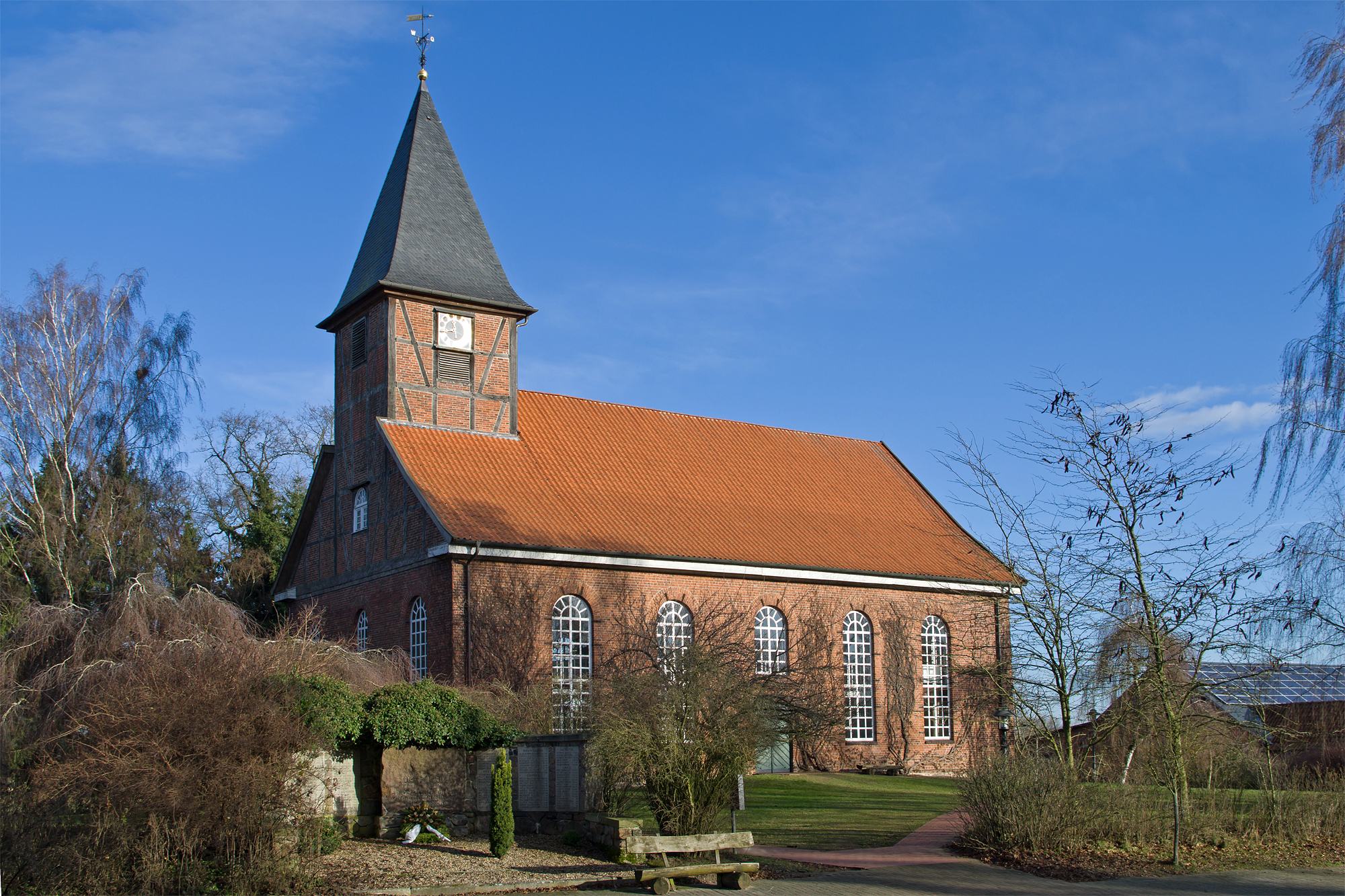